# Phu Quoc Ridgeback
O Phu Quoc Ridgeback é uma raça de cão originária da Ilha Phú Quốc do Vietnã do Sul, na província de Kiên Giang. O Phu Quoc Ridgeback é uma das três únicas raças que possuem uma crista de pelos invertidos nas costas (as outras raças são Rhodesian ridgeback e Thai ridgeback). O Phu Quoc ridgeback é a menor entre essas três raças.